# Kenji Oba
Kenji Oba (大場 健史, Oba Kenji, Kanagawa, 14 augustus 1967) is een Japans voormalig voetballer die als verdediger speelde.

## Clubcarrière
In 1983 ging Oba naar de Asahi High School, waar hij in het schoolteam voetbalde. Nadat hij in 1986 afstudeerde, ging Oba spelen voor Nissan Motors. Hij tekende in 1991 bij Sumitomo Metal, de voorloper van Kashima Antlers. In 4 jaar speelde hij er 50 competitiewedstrijden en scoorde 2 goals. Hij tekende in 1995 bij Kashiwa Reysol. Hij tekende in 1997 bij Kawasaki Frontale. Oba beëindigde zijn spelersloopbaan in 1998.

## Statistieken

### J.League
| Seizoen | Club            | Competitie | J.League | J.League | J.League Cup | J.League Cup | Totaal | Totaal |
| Seizoen | Club            | Competitie | Wed.     | Dlp.     | Wed.         | Dlp.         | Wed.   | Dlp.   |
| ------- | --------------- | ---------- | -------- | -------- | ------------ | ------------ | ------ | ------ |
| 1992    | Kashima Antlers | J1 League  | -        | -        | 10           | 1            | 10     | 1      |
| 1993    | Kashima Antlers | J1 League  | 9        | 0        | 1            | 0            | 10     | 0      |
| 1994    | Kashima Antlers | J1 League  | 13       | 0        | 0            | 0            | 13     | 0      |
| 1995    | Kashiwa Reysol  | J1 League  | 24       | 1        | -            | -            | 24     | 1      |
| 1996    | Kashiwa Reysol  | J1 League  | 4        | 0        | 11           | 0            | 15     | 0      |
| Totaal  | Totaal          | Totaal     | 50       | 1        | 22           | 0            | 72     | 1      |